# یواس‌اس مونومی (ای‌جی-۴۰)
یواس‌اس مونومی (ای‌جی-۴۰) (به انگلیسی: USS Monomoy (AG-40)) یک کشتی بود که طول آن ۲۶۱ فوت (۸۰ متر) بود. این کشتی در سال ۱۹۱۸ ساخته شد.